# Stilbops pronotalis
Stilbops pronotalis là một loài tò vò trong họ Ichneumonidae.